# 小行星6939
小行星6939（6939 Lestone）是一颗围绕太阳公转的小行星。1952年9月22日，利蘭·坎寧安在威尔逊山发现了此天体。
这颗小行星的绝对星等为185.3462910346331等。